# 俄罗斯联邦宪法法院
俄罗斯联邦宪法法院（俄语：Конституционный суд Российской Федерации），创立于1991年7月12日，负责对政府首脑颁布的行政命令和议会制定的法律进行审查，确定是否符合宪法，并有权宣布违反宪法的行政命令和法律无效。现任院长为瓦列里·德米特里耶维奇·佐尔金。